# Novaki Šćitarjevski
Novaki Šćitarjevski su naseljeno mjesto u Republici Hrvatskoj u Zagrebačkoj županiji. Selo se nalazi u Turopolju, a administrativno je u sastavu grada Velike Gorice. Proteže se na površini od 2,65 km².  Prema popisu stanovništva iz 2011. godine naselje ima 158 stanovnika koji žive u 45 domaćinstava. Gustoća naseljenosti iznosi 60 st./km².

## Stanovništvo
| broj stanovnika | 72    | 103   | 85    | 108   | 113   | 128   | 125   | 137   | 137   | 134   | 145   | 134   | 128   | 143   | 170   | 158   | 152   |
|                 | 1857. | 1869. | 1880. | 1890. | 1900. | 1910. | 1921. | 1931. | 1948. | 1953. | 1961. | 1971. | 1981. | 1991. | 2001. | 2011. | 2021. |